# Saint-Souplet British Cemetery
Saint-Souplet British Cemetery est un cimetière militaire de la Première Guerre mondiale situé sur le territoire de la commune de Saint-Souplet dans le département du Nord.

## Historique
Ce cimetière fut créé après la guerre pour y regrouper les tombes provenant de cimetières provisoires parsemés sur une grande partie du front. Certains soldats tombèrent lors de la retraite de 1914, d'autres lors de l'avance de 1918, tandis que d'autres moururent alors qu'ils étaient prisonniers de guerre.

## Caractéristique
Ce cimetière, de forme triangulaire, est situé au sud-ouest du village, non loin du cimetière communal, entre la rue de la Chapelle-Saint-Roch et la rue de la Haie-Menneresse. Il renferme les tombes de 904 soldats dont 157 sont non identifiés. Parmi eux, 12 aviateurs et 3 marins.

## Galerie

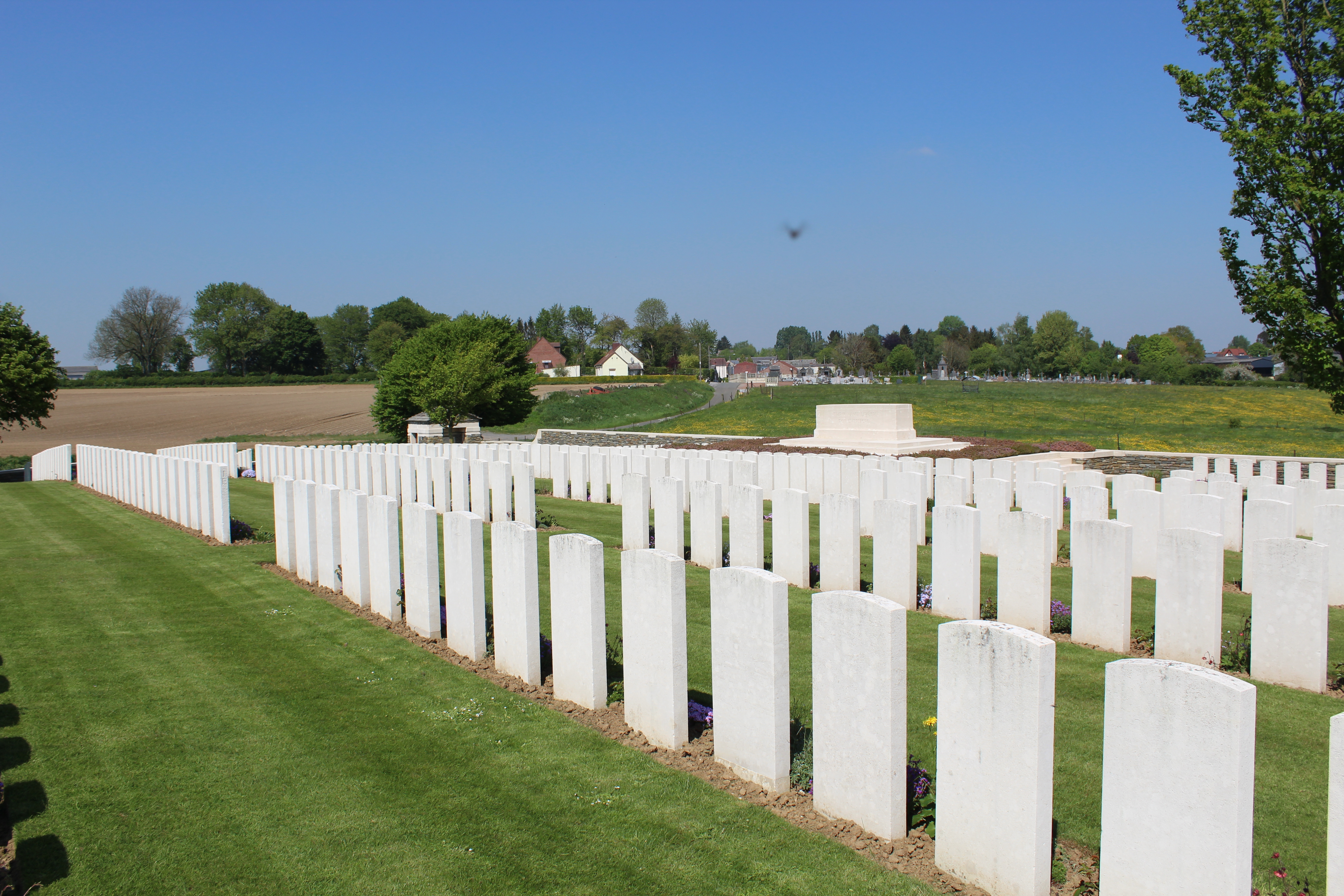
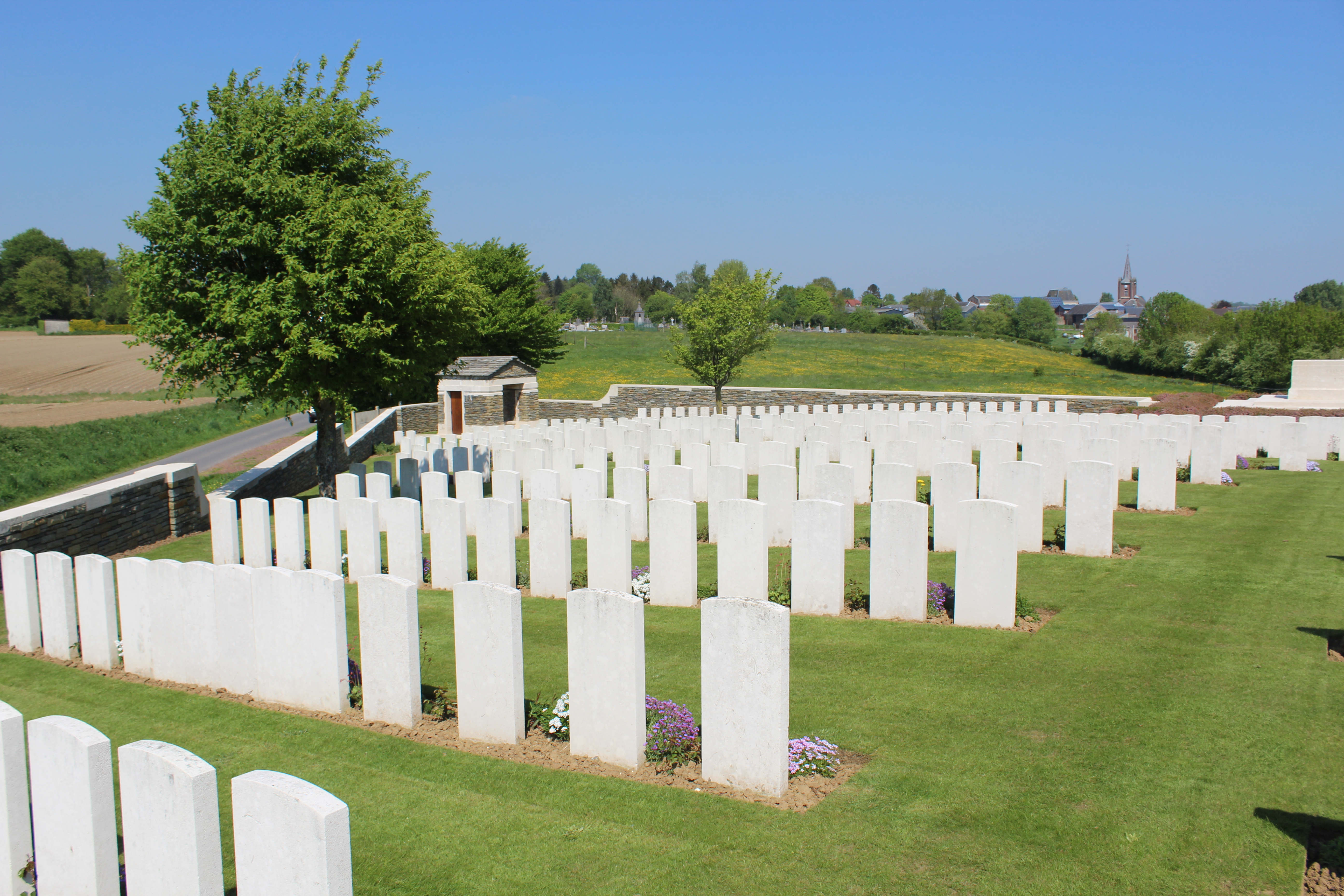
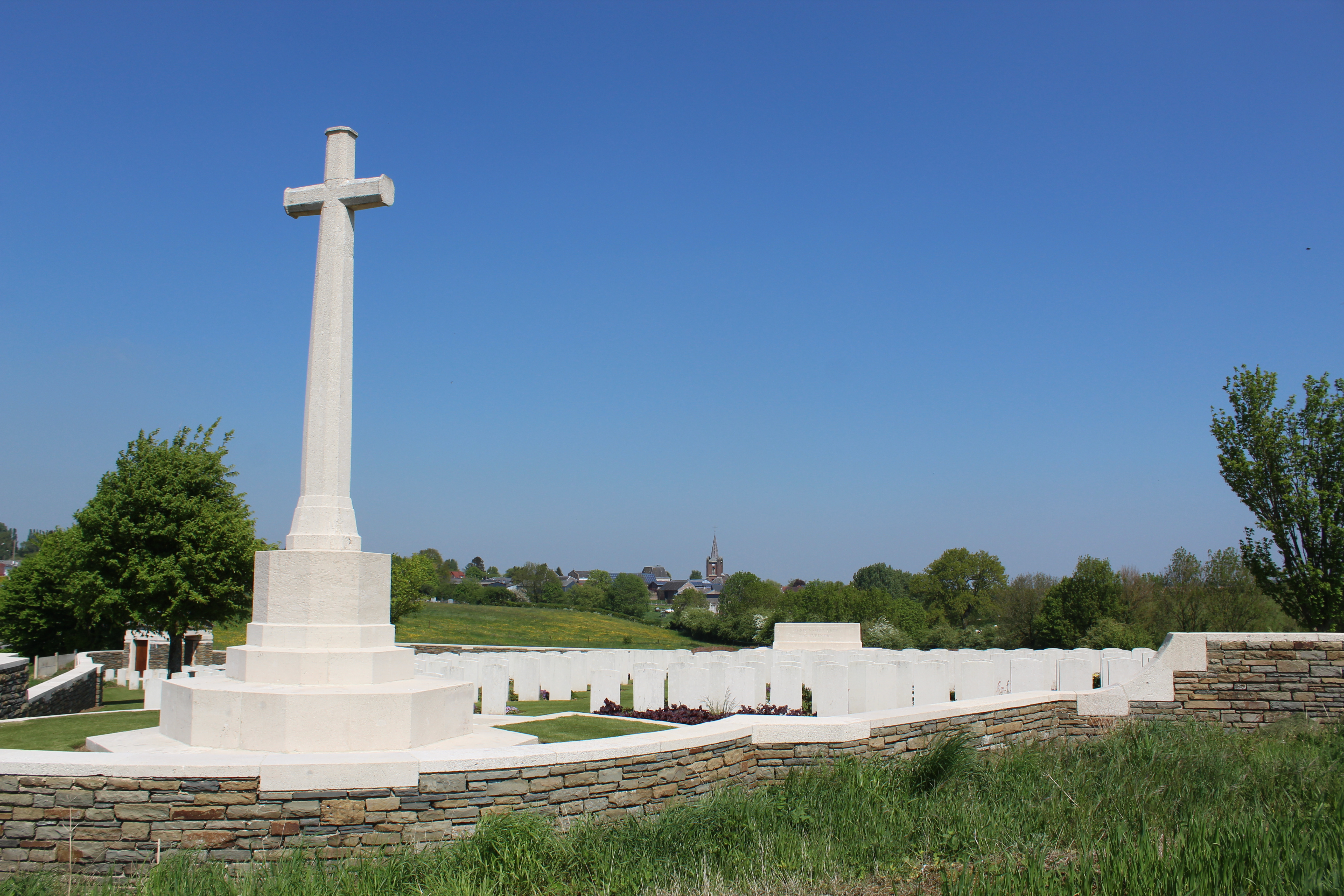
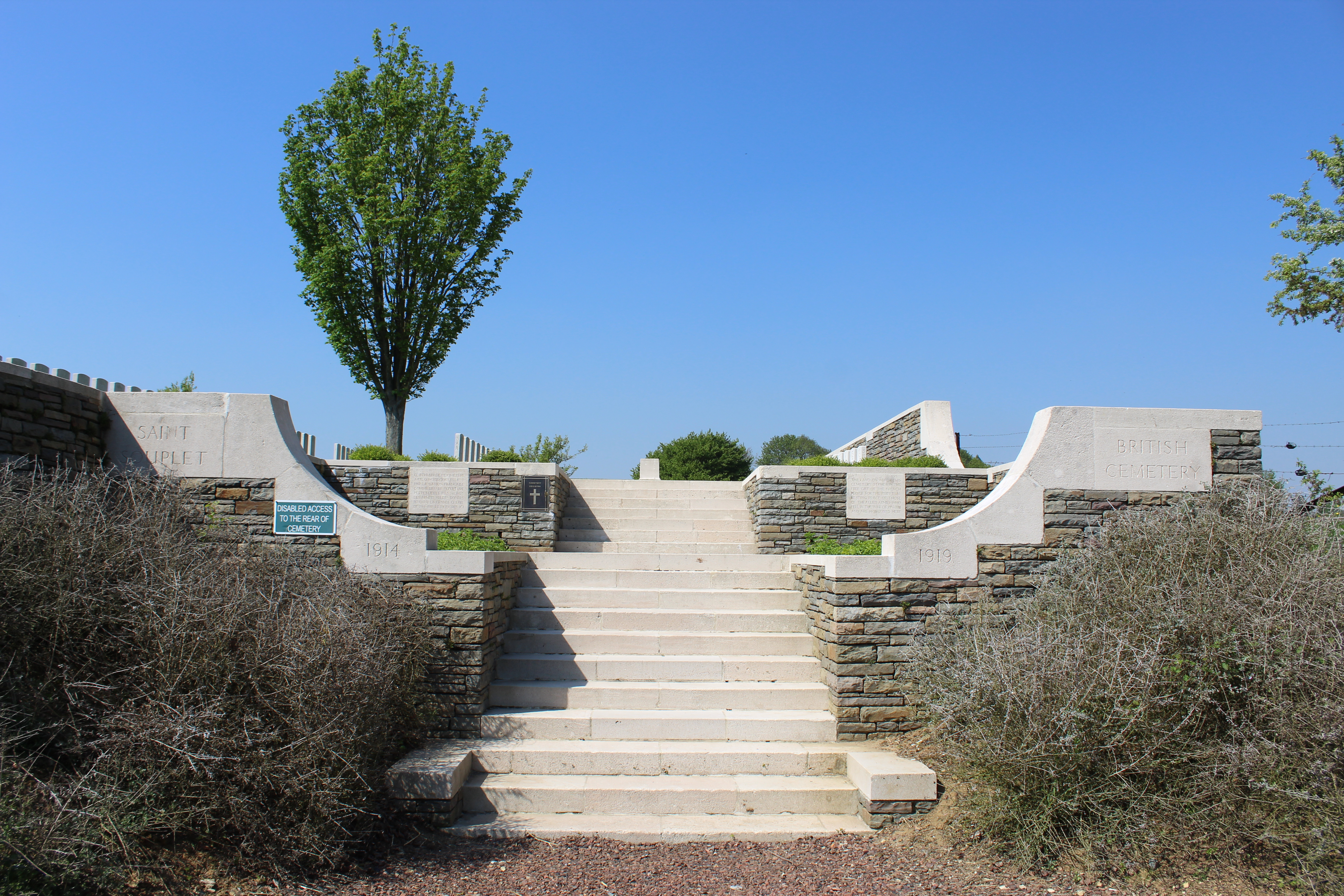

## Sépultures
| Pays                   | Sépultures |
| ---------------------- | ---------- |
| Royaume-Uni            | 890        |
| Canada                 | 5          |
| Union d'Afrique du Sud | 1          |
| Nouvelle-Zélande       | 1          |
| Australie              | 4          |
| États-Unis             | 1          |
| Inde                   | 2          |
| Total                  | 904        |